# Список умерших в 834 году

## Январь
- 9 января — Бон, герцог Неаполя (832—834).

## Май
- 8 мая — Ибн Хишам, средневековый арабский учёный из Басры.

## Дата смерти неизвестна или требует уточнения
- Ги II Нантский, граф Ванна (813—819).
- Госельм, первый известный по имени граф Руссильона (800—832), также граф Ампурьяса (817—832), граф Разеса и Конфлана (827—832), представитель династии Гильемидов.
- Келлах мак Брайн, король Лейнстера (829—834).
- Санила, франкский дворянин вестготского происхождения, приближённый (возможно, вассал) графа Руссильона, Ампурьяса, Разе и Конфлана Госельма.
- Фридугис, монах, учитель и писатель Раннего Средневековья; канцлер (с 819 года) императора Франкского государства Людовика I Благочестивого.
- Цуй Ху, китайский поэт.
- Абу Бакр аль-Хумайди, исламский богослов, имам, хафиз, факих и хадисовед, автор сборника хадисов Муснад аль-Хумайди.
- Эд, граф в Рейнланде/Лангау (821—826), граф Орлеана (828—830 и 832—834), дворцовый граф (пфальцграф) дворца Ингельхейм (826).
- Энгус II, король пиктов (820—834), король Дал Риады.